# ペトル・コルダ
ペトル・コルダ（Petr Korda, 1968年1月23日 - ）は、チェコ・プラハ出身の元男子プロテニス選手。1998年全豪オープン男子シングルス優勝者である。左利き。自己最高ランキングはシングルス2位、ダブルス10位。ATPツアーでシングルス10勝、ダブルス10勝を挙げた。身長190cm、体重72kg。

## 選手経歴
1987年にプロ入り。コルダはテニス経歴の初期に、1990年全仏オープン男子ダブルスでゴラン・イワニセビッチと組み、エミリオ・サンチェス/セルヒオ・カサル組に5-7, 3-6で敗れて準優勝したことがある。それから2年後、1992年全仏オープン男子シングルスで準優勝を果たす。当時24歳のコルダは、最盛期にあった第1シードのジム・クーリエに5-7, 2-6, 1-6で完敗した。1996年全豪オープン男子ダブルスでステファン・エドベリと組んで優勝を飾っている。
1992年全仏オープン男子シングルス準優勝から6年後、コルダは1998年全豪オープンで優勝を果たす。その決勝ではマルセロ・リオスに6-2, 6-2, 6-2のストレートで圧勝した。コルダもリオスも左利きの選手で、この試合は“左利き対決の決勝”であった。
ところが半年後のウィンブルドン選手権で、コルダは筋肉増強剤の「ナンドロロン」に陽性反応を起こす。この件は年末の1998年12月に公表され、テニス界に波紋が広がる。それまでテニス選手のドーピング違反は若干の例があったものの、コルダのような「ごく最近の4大大会優勝者」の違反は前例がなかったため、その衝撃はひときわ大きかった。1999年8月に1年間の出場停止処分を科せられたが、本人は2ヶ月前の全仏オープン2回戦で大会前年優勝者のカルロス・モヤに敗れた試合を最後に現役を退いた。

## 家族
コルダはチェコのテニス選手レギナ・ライフルトヴァーと結婚し、娘でプロゴルファーのジェシカ・コルダとネリー・コルダ、息子でプロテニス選手のセバスチャン・コルダがいる。ジェシカはLPGAツアーで5勝を挙げた他、メジャー選手権で2度の4位タイがある。ネリーはLPGAツアーで6勝を挙げ、2021年全米女子プロゴルフ選手権でメジャー初制覇の他、東京オリンピックで金メダルを獲得。セバスチャンは2018年全豪オープンジュニア男子シングルスで優勝、ATPツアーでは2020年全仏オープンで4回戦進出を果たしている。なお、子供は全員アメリカ国籍でプレーしている。

## 4大大会優勝
- 全豪オープン 男子シングルス：1勝（1998年）/男子ダブルス：1勝（1996年）

| 年     | 大会         | 対戦相手         | 試合結果      |
| ------ | ------------ | ---------------- | ------------- |
| 1998年 | 全豪オープン | マルセロ・リオス | 6-2, 6-2, 6-2 |